# الضفدع المدرع
الضفدع المدرع (Ranoidea lorica) ، أو ضفدع الضباب المدرع، هو نوع من ضفدع الأشجار ‏ يوجد شمال شرق كوينزلاند، أستراليا.